# Lieutenant-gouverneur de Jersey
Le lieutenant-gouverneur de Jersey (en anglais : Lieutenant Governor of Jersey, en jersiais : Gouvèrneux d'Jèrri) est le représentant du monarque britannique dans le bailliage de Jersey, dépendance de la Couronne britannique.
Le lieutenant-gouverneur possède son propre pavillon à Jersey, l'Union Flag marqué des armoiries du Bailliage. La résidence officielle du lieutenant-gouverneur (Government House) à Saint-Sauveur a été représenté sur le billet de 50 £ de Jersey de 1989 à 2010.

## Fonctions

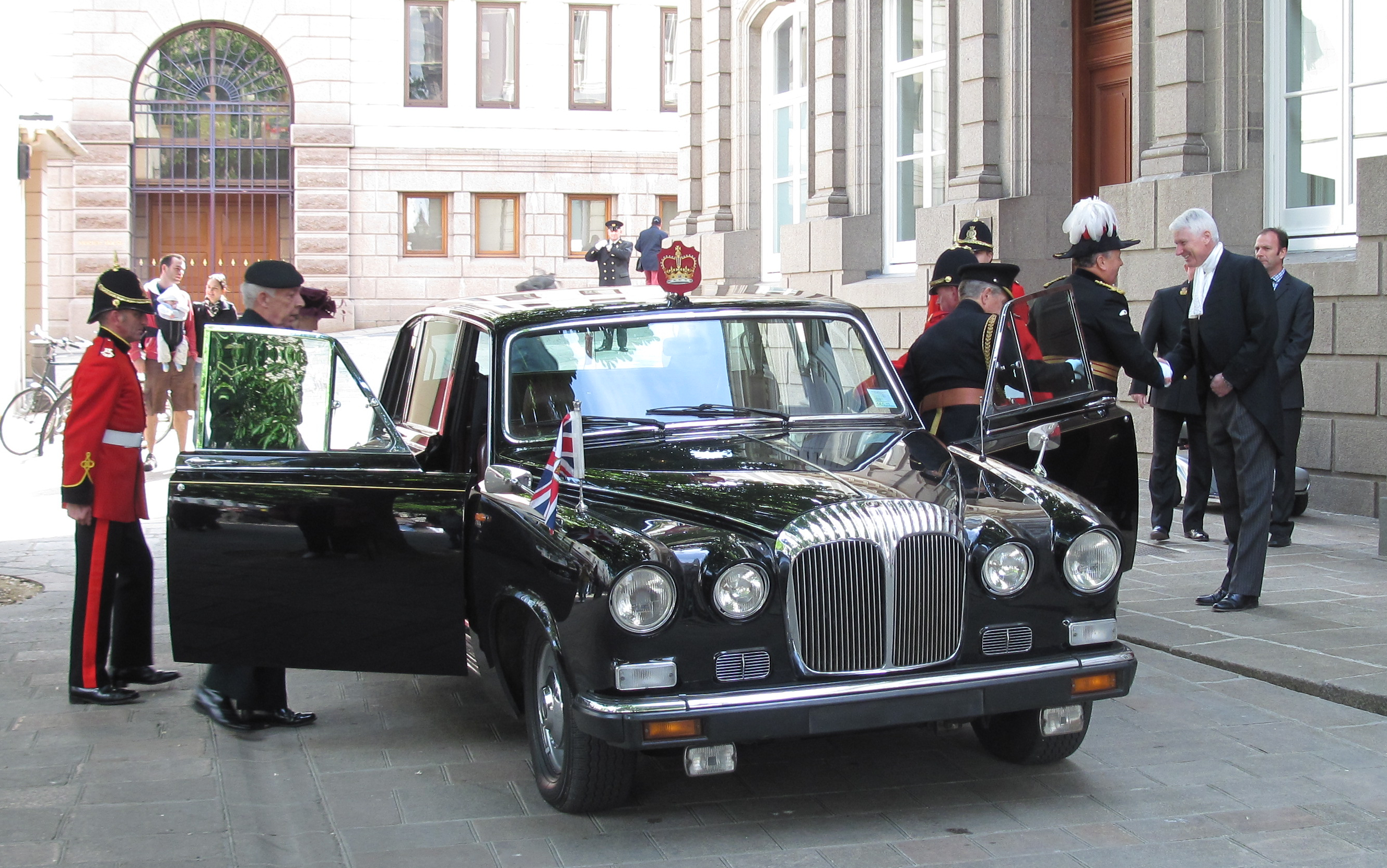
Jour de la Libération 2010 : Le lieutenant-gouverneur, arrivé sur la place Royale dans sa voiture officielle, salue le bailli de Jersey.

Les fonctions sont essentiellement diplomatiques et cérémonielles.
Le rôle du lieutenant-gouverneur est d'agir comme le chef de l'État de facto à Jersey. Le lieutenant-gouverneur assure également la liaison entre le gouvernement de Jersey et le Royaume-Uni. Le titulaire de cette fonction est également membre des États de Jersey, mais ne peut pas voter et, par convention, ne s'adresse à la Chambre que pour sa nomination et pour son départ.
Le lieutenant-gouverneur exerce certaines fonctions exécutives largement relatives à la citoyenneté (passeport, expulsions et nationalité). Le passeport de Jersey est un passeport britannique délivré au nom du lieutenant-gouverneur, dans l'exercice de la prérogative royale, par le Bureau des passeports. Les expulsions de Jersey sont ordonnées par le lieutenant-gouverneur. Les certificats de naturalisation  en tant que citoyen britannique sont délivrés par le lieutenant-gouverneur.

## Histoire

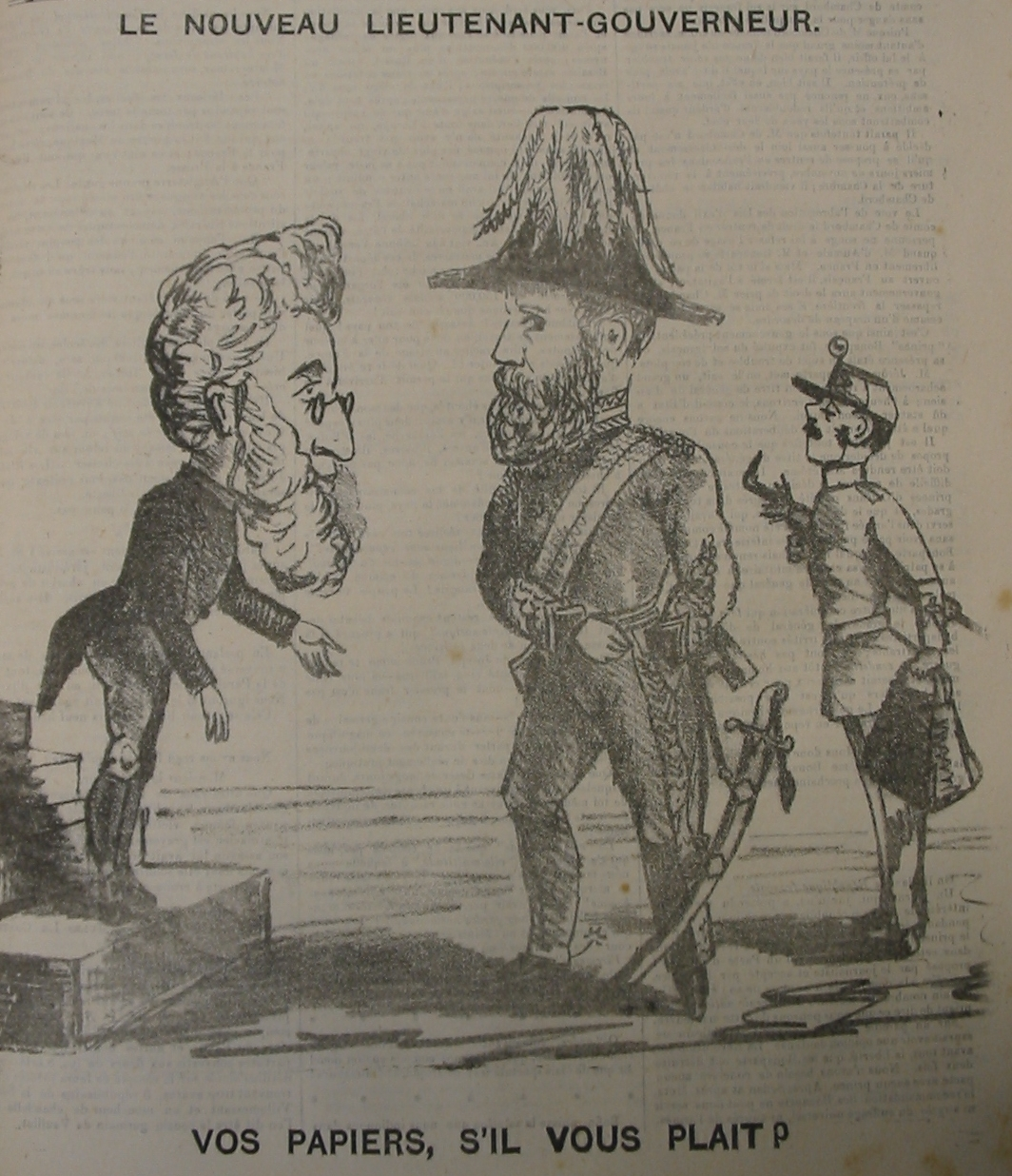
Dans cette caricature de 1873, le bailli de Jersey Jean Hammond accueille le nouveau lieutenant-gouverneur Norcott

Le poste de lieutenant-gouverneur trouve ses origines dans l'administration normande des îles Anglo-Normandes. Les fonctions de bailli et de celles du fonctionnaire qui sera plus tard connu sous le nom de lieutenant-gouverneur (appelé préfet ou capitaine) sont devenus distincts à la suite de la division de la Normandie en 1204. Cependant, les responsabilités respectives des deux fonctionnaires n'ont été clairement définis qu'au XVIIe siècle à la suite d'une lutte de pouvoir entre le bailli et le gouverneur. Un décret du Conseil en date du 18 février 1617 déclare que « la charge des forces militaires est entièrement sous la responsabilité du gouverneur, et le soin des affaires de justice et de la société civile au Bailli ».
Lorsque la monarchie fut restaurée, le roi Charles II qui s'était échappé à Jersey sur le chemin de son exil en France a récompensé Jersey avec le pouvoir de prélever des droits de douane. Ce pouvoir, exercé par l'Assemblée des Gouverneur, Bailli et Jurés, a finalement été repris par les États de Jersey en 1921, permettant ainsi aux États de contrôler le budget indépendamment du lieutenant-gouverneur.
Le poste de gouverneur de Jersey n'était devenu qu'une sinécure, et un lieutenant-gouverneur a été nommé afin d'exercer effectivement les fonctions du poste. William Beresford, 1er vicomte de Beresford, fut le dernier gouverneur en titre de Jersey; depuis sa mort en 1856, la Couronne a été formellement et constitutionnellement représentée à Jersey par le lieutenant-gouverneur.
La loi de 2005 des États de Jersey a supprimé tout pouvoir du lieutenant-gouverneur d'opposer son veto à une résolution des États.
Depuis 2010, le lieutenant-gouverneur est recommandé à la Couronne par une commission de Jersey, remplaçant ainsi l'ancien système de la nomination faite par la Couronne sur la recommandation des ministres du Royaume-Uni,.

## Liste des lieutenants-gouverneurs de Jersey
| Titre                                             | Nomination        | Nom                                |
| ------------------------------------------------- | ----------------- | ---------------------------------- |
| Lieutenant-gouverneur et colonel du personnel :   | 30 janvier 1857   | Godfrey Charles Mundy              |
|                                                   | 18 août 1860      | Robert Percy Douglas               |
|                                                   | 1862              | B. Loch (intérim)                  |
|                                                   | 23 octobre 1863   | Burke Douglas Cuppage              |
|                                                   | 1er octobre 1868  | Philip Melmoth Nelson Guy          |
|                                                   | 1er octobre 1873  | William Sherbrooke Ramsay Norcott  |
|                                                   | 1er octobre 1878  | Lothian Nicholson                  |
|                                                   | 1er octobre 1883  | Henry Wray                         |
|                                                   | 1887              | Charles Brisbane Ewart             |
| Lieutenant-gouverneur et commandant des troupes : | 1er novembre 1892 | Edwin Markham                      |
|                                                   | 1895              | Edward Hopton                      |
|                                                   | 1er novembre 1900 | Henry Richard Abadie               |
|                                                   | 1904              | Hugh Sutlej Gough                  |
|                                                   | 16 juin 1910      | Alexander Nelson Rochfort          |
|                                                   | 7 octobre 1916    | Alexander Wilson                   |
|                                                   | 29 octobre 1920   | William Douglas Smith              |
|                                                   | 1924              | Francis Richard Bingham            |
|                                                   | 28 mai 1929       | Edward Henry Willis                |
|                                                   | 28 mai 934        | Horace de Courcy Martelli          |
|                                                   | 1939              | James Murray Robert Harrison       |
| (Occupation allemande 1940–1945)                  |                   |                                    |
| Dirigeant du gouvernement militaire britannique : | 12 mai 1945       | L. A. Freeman                      |
| Lieutenant-gouverneur et commandant en chef :     | 25 août 1945      | Arthur Edward Grassett             |
|                                                   | 16 octobre 1953   | Randolph Stewart Gresham Nicholson |
|                                                   | 15 novembre 1958  | George Erskine                     |
|                                                   | 15 janvier 1964   | Michael Villiers                   |
|                                                   | 30 juin 1969      | John Gilbert Davis                 |
|                                                   | 2 septembre 1974  | Desmond Fitzpatrick                |
|                                                   | 26 novembre 1979  | Peter Whiteley                     |
|                                                   | 9 janvier 1985    | William Pillar                     |
|                                                   | 1990              | John Sutton                        |
|                                                   | septembre 1995    | Michael Wilkes                     |
|                                                   | 24 janvier 2001   | John Cheshire                      |
|                                                   | 1er avril 2006    | Andrew Ridgway                     |
|                                                   | 27 septembre 2011 | John McColl                        |
|                                                   | 13 mars 2017      | Sir Stephen Dalton                 |
|                                                   | 8 octobre 2022    | Jerry Kyd                          |